# Pembina (North Dakota)
Pembina ist eine Kleinstadt (mit dem Status „City“) im Pembina County im US-amerikanischen Bundesstaat North Dakota. Das U.S. Census Bureau hat bei der Volkszählung 2020 eine Einwohnerzahl von 512 ermittelt. Der Name der Stadt hat seinen Ursprung in dem indianischen Wort anepeminan sipi, welches „Cranberry“ (Großfrüchtige Moosbeere) bedeutet und von den Chippewa dem Ort verliehen wurde, da diese Pflanze in großer Anzahl in der Gegend wuchs.

## Geografie

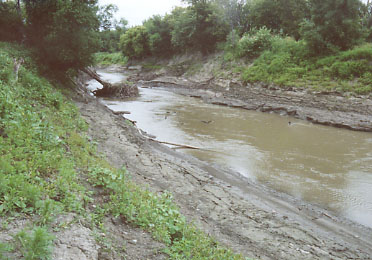
Der Pembina River bei Pembina

Pembina liegt im äußersten Nordosten North Dakotas an der Mündung des Pembina River in den Red River of North, der die Grenze zu Minnesota bildet. Die geografischen Koordinaten von Pembina sind 48°57′59″ nördlicher Breite und 97°14′43″ westlicher Länge. Das Stadtgebiet erstreckt sich über eine Fläche von 1,99 km².
Benachbarte Orte von Pembina sind St. Vincent in Minnesota (am gegenüberliegenden Ufer des Red River), Humboldt in Minnesota (15,4 km südöstlich), Bathgate (27,7 km südwestlich), Neche (25,8 km westlich), Emerson in der kanadischen Provinz Manitoba (8,4 km nordnordöstlich) und Noyes in Minnesota (7,8 km nordöstlich).
Die nächstgelegenen größeren Städte sind Winnipeg in Manitoba (115 km nördlich), Duluth in Minnesota am Oberen See (533 km südöstlich), Grand Forks (123 km südlich), Fargo (246 km in der gleichen Richtung) und North Dakotas Hauptstadt Bismarck (524 km südwestlich).
Die Grenze zu Kanada befindet sich 5 km nördlich.

## Verkehr
Entlang des westlichen Stadtrands von Pembina verläuft in Nord-Süd-Richtung die Interstate 29, die die kürzeste Verbindung von Winnipeg nach Kansas City in Missouri bildet. Der U.S. Highway 81 verläuft von der kanadischen Grenze in südliche Richtung eine Strecke gemeinsam mit der I 29. Der Grenzübergang nach Kanada befindet sich 5 km nördlich von Pembina. Am Nordrand der Stadt verläuft in West-Ost-Richtung der North Dakota Highway 59, der in östlicher Richtung über eine Brücke den Red River in Richtung Minnesota quert. Dort ändert sich die Bezeichnung der Straße in Minnesota State Route 171. Alle weiteren Straßen innerhalb des Stadtgebiets sind untergeordnete Landstraßen, teils unbefestigte Fahrwege sowie innerörtliche Verbindungsstraßen.
Mit dem Pembina Municipal Airport befindet sich 2,2 km südlich ein kleiner Flugplatz. Die nächstgelegenen größeren Flughäfen sind der Grand Forks International Airport (124 km südlich) und der Winnipeg James Armstrong Richardson International Airport (118 km nördlich).

## Bevölkerung
Nach der Volkszählung im Jahr 2010 lebten in Pembina 592 Menschen in 237 Haushalten. Die Bevölkerungsdichte betrug 297,5 Einwohner pro Quadratkilometer. In den 237 Haushalten lebten statistisch je 2,5 Personen.
Ethnisch betrachtet setzte sich die Bevölkerung zusammen aus 94,1 Prozent Weißen, 0,5 Prozent Afroamerikanern, 0,3 Prozent amerikanischen Ureinwohnern, 1,0 Prozent Asiaten sowie 1,4 Prozent aus anderen ethnischen Gruppen; 2,7 Prozent stammten von zwei oder mehr Ethnien ab. Unabhängig von der ethnischen Zugehörigkeit waren 1,4 Prozent der Bevölkerung spanischer oder lateinamerikanischer Abstammung.
26,2 Prozent der Bevölkerung waren unter 18 Jahre alt, 59,6 Prozent waren zwischen 18 und 64 und 14,2 Prozent waren 65 Jahre oder älter. 51,7 Prozent der Bevölkerung war weiblich.
Das mittlere jährliche Einkommen eines Haushalts lag bei 65.000 USD. Das Pro-Kopf-Einkommen betrug 29.728 USD. 6,4 Prozent der Einwohner lebten unterhalb der Armutsgrenze.